# Rasmus Örqvist
Rasmus Örqvist, född 18 oktober 1998, är en svensk fotbollsspelare som spelar för IF Brommapojkarna.

## Karriär
I januari 2024 värvades Örqvist av IF Brommapojkarna, där han skrev på ett treårskontrakt.